# Trådad diskussion

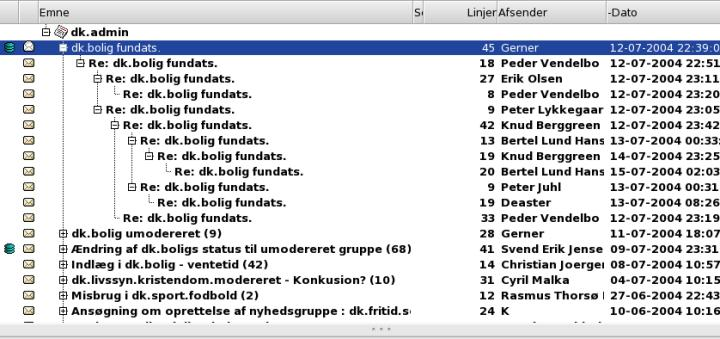
Trådvy i en diskussionsgrupp. Överst en diskussion med flera inlägg. Efter rubrikerna visas antalet rader, avsändare och tidpunkt för varje inlägg.

Trådad diskussion är ett sätt att strukturera skriftliga diskussioner som används av många E-postprogram, anslagstavlor, nyhetsgrupper, sociala nätverk, och andra internetforum. Programvaran som används för att läsa diskussionen hjälper till genom att visuellt gruppera meddelandena visuellt i en hierarki per ämne. Meddelanden som grupperas på detta sätt kallas en ämnestråd eller helt enkelt en "tråd".
Ett diskussionsforum, en e-postklient eller en nyhetsklient sägs ha "trådade ämnen" om meddelanden inom samma ämne är grupperade hierarkiskt för att lätt kunna läsas. Därutöver gör trådade diskussioner det möjligt för användare att svara på ett specifikt inlägg. Det första inlägget i en diskussionstråd kallas trådstart, ofta förkortat ts, exempelvis en fråga. Som ett resultat kan en hierarki av diskussioner inom trådens ämne användas. Olika typer av program kan möjliggöra att visa denna hierarki i något som kallas "trådat läge" (engelska: threaded mode). Alternativet till detta är linjärt läge, som typiskt visar alla inlägg i tidsordning, oavsett vem som har svarat en specifik person.